# Шпікерог
Шпікерог (нім. Spiekeroog) — громада в Німеччині, розташована в землі Нижня Саксонія. Входить до складу району Віттмунд. Повністю займає 18,25 км2 території однойменного острова, що належить до східної групи архіпелагу Фризькі острови, розташованого у Північному морі на північ від узбережжя континентальної Німеччини.
Населення становить 794 ос. (станом на 31 грудня 2021).